# Giuseppe Corradi
Giuseppe Corradi (Módena, Provincia de Módena, Italia, 6 de julio de 1932 - Lanzo d'Intelvi, Provincia de Como, Italia, 22 de julio de 2002) fue un futbolista y director técnico italiano. Se desempeñaba en la posición de defensa.

## Selección nacional
Fue internacional con la selección de fútbol de Italia en 8 ocasiones. Debutó el 16 de julio de 1952, en un encuentro ante la selección de los Estados Unidos que finalizó con marcador de 8-0 a favor de los italianos.

## Clubes

### Como futbolista
| Club           | País   | Año         |
| -------------- | ------ | ----------- |
| Modena F. C.   | Italia | 1949 - 1951 |
| Juventus F. C. | Italia | 1951 - 1959 |
| Genoa C. F. C. | Italia | 1959 - 1961 |
| Mantova F. C.  | Italia | 1961 - 1964 |
| A. S. Ivrea    | Italia | 1964 - 1965 |
| S. C. Marsala  | Italia | 1965 - 1966 |

### Como entrenador
| Club          | País   | Año         |
| ------------- | ------ | ----------- |
| Pisa Calcio   | Italia | 1970        |
| U. S. Lecce   | Italia | 1971 - 1973 |
| Spezia Calcio | Italia | 1973 - 1976 |
| Pisa Calcio   | Italia | 1977 - 1978 |

## Palmarés

### Como futbolista

#### Campeonatos nacionales
| Título      | Club           | País   | Año     |
| ----------- | -------------- | ------ | ------- |
| Serie A     | Juventus F. C. | Italia | 1951-52 |
| Serie A     | Juventus F. C. | Italia | 1957-58 |
| Copa Italia | Juventus F. C. | Italia | 1958-59 |